# 佩爾沃代爾瓦山
44°33′26″N 7°1′24″E / 44.55722°N 7.02333°E

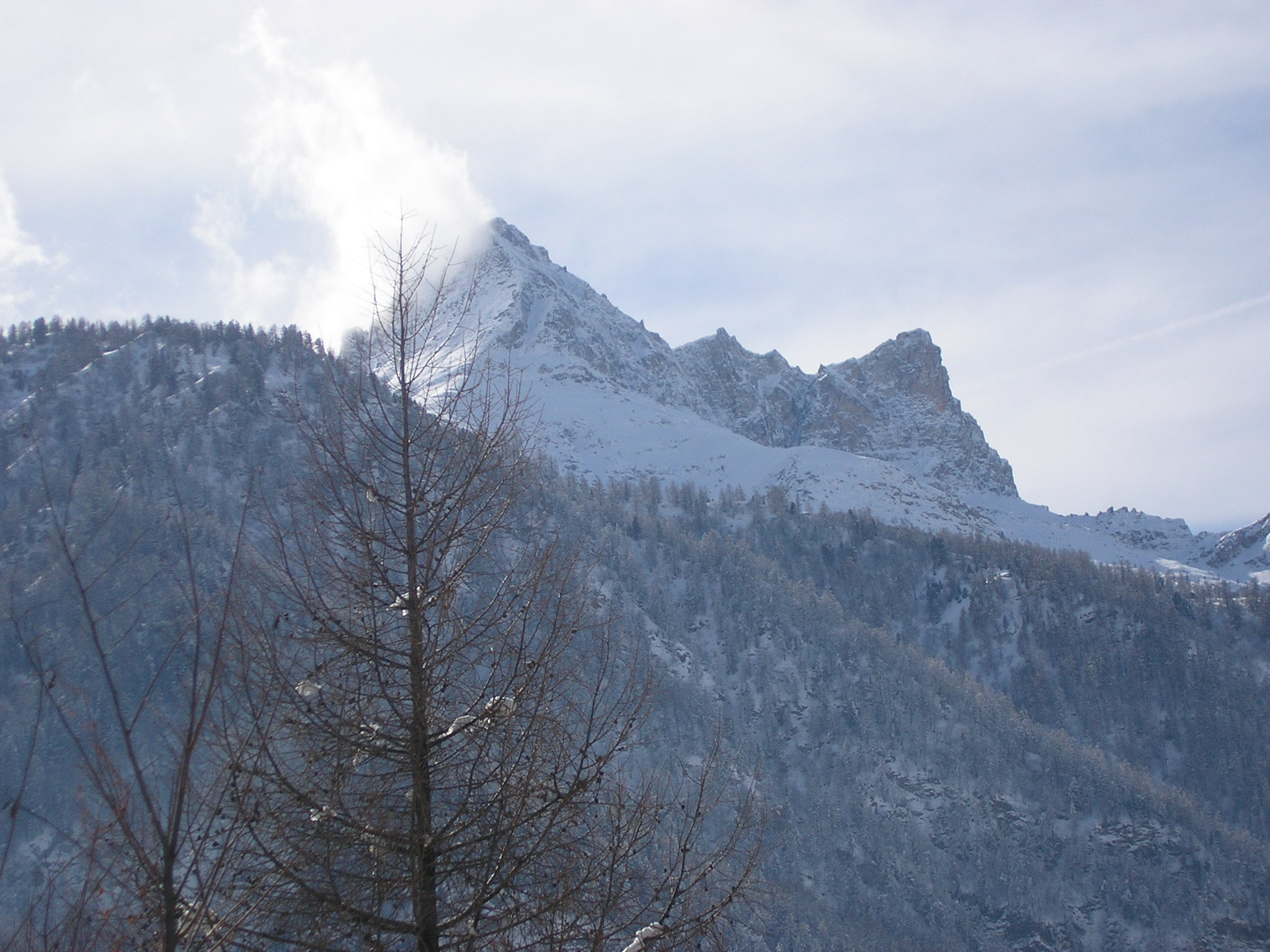

佩爾沃代爾瓦山（義大利語：Pelvo d'Elva），是意大利的山峰，位於該國西北部，由皮埃蒙特大區負責管轄，屬於科蒂安阿爾卑斯山脈的一部分，海拔高度3,064米，人類在1836年首次登頂。